# Leucospis nigerrima
Leucospis nigerrima is een vliesvleugelig insect uit de familie Leucospidae. De wetenschappelijke naam is voor het eerst geldig gepubliceerd in 1908 door Kohl.